# Anah
Anah ou Ana (em árabe: عانة‎; romaniz.: ʾĀna), antes grafada como Anna, é uma cidade do Iraque situada na margem direita do rio Eufrates, aproximadamente a meio caminho entre o golfo de Alexandreta e o golfo Pérsico. A cidade atual faz parte da província de Ambar e em 2003 tinha 37 211 habitantes. Entre junho de 2014 e 2017 esteve sob o controlo do Estado Islâmico do Iraque e do Levante até ser libertada por tropas do governo iraquiano.
A cidade é mencionada com o nome Ha-na-at numa carta babilónica de c. 2 200 a.C., como A-na-at nos registos de Tuculti-Ninurta II (ca. 885 a.C.)[carece de fontes?] e An-at nos registos de Assurnasirpal II em 879 a.C.. É comum considerar-se que o nome está ligado ao da muito adorada divindade Anat. Nos escritos em grego de Isidoro de Cárax aparece com o nome de Anathō (Άναθω) e nos de Amiano Marcelino (século IV a.C.) como Anata (em latim: Anatha). os primeiros escritores árabes usaram os nome ʾĀna e ʾĀnāt.

## História
Antiguidade
Apesar de ter mantido o seu nome ao longo de 42 séculos, a localização exata da povoação parece ter mudado de tempos a tempos. Muitas das fontes colocam Anah numa ilha do Eufrates.[carece de fontes?]
A história durante o período em que esteve sob o da domínio babilónico é mal conhecido. Uma carta do 3º milénio a.C. menciona "seis homens de Hanat" na descrição de distúrbios na província de Suhi, da qual teria feito parte Anah. É provável que não seja o local mencionado por Amenhotep I no século XVI a.C. ou no discurso dos mensageiros enviados por Senaqueribe a Ezequias (e.  726–697 a.C.), mas possivelmente era o sítio "no meio do eufrates" em frente ao qual Assurnasirpal II parou durante a sua camapnha militar de 879 a.C. Pode também ter sido mencionada em quatro documentos do século VII a.C. publicados por Claude Hermann Walter Johns (1857–1920).[carece de fontes?]
Xenofonte relata que o exército de Ciro reabasteceu-se em 401 a.C. em "Carmande", perto do fim do percurso de 90 parasangas entre Corsote e Pilas, que provavelmente corresponde a Anah. A cidade foi o local onde o imperador romano Juliano encontrou pela primeira vez oposição na sua campanha na Pártia (363 d.C.) Juliano tomou posse do local e deportou os seus habitantes.
Idade Média
Em 657, durante a conquista muçulmana do Iraque, os lugares-tenente de Ali Ziade e Xurei viram negada a sua passagem através do Eufrates em Anah. Mais tardem em 1058, Anha foi o local de exílio do califa abássida Alcaim (califa abássida) quando Albaciciri esteve no poder. No século XIV, Anah foi a sede do católico que era primaz dos cristãos persas.[carece de fontes?]
Os poetas árabes medievais elogiaram o vinho de Anah e no século XIV Mustaufi escreveu acerca da fama dos seus palmeirais. Em 1574, o explorador alemão Leonhard Rauwolf encontrou a cidade dividida em duas partes, a turca "tão rodeada pelo rio que não se pode lá ir senão de barco" e a parte árabe, maior, ao longo de uma das margens. Em 1610, Texeira escreveu que Anah se situava em ambas as margens do rio, o que é confirmado por Pietro Della Valle. Nesse ano, Della Valle encontrou em Anah um escocês residente na cidade: George Strachan, que trabalhava como médico para o emir e estudava árabe. Também encontrou alguns adoradores do sol que ainda ali viviam. Della Valle e Texeira chamaram a Anah a principal cidade árabe no Eufrates, que controlava uma das principais rotas para ocidente a partir de Bagdade e cujo território se estendia até Palmira.
Idade Contemporânea
No início do século XIX, o naturalista francês Guillaume-Antoine Olivier encontrou em Anah apenas 25 homens ao serviço do príncipe local, pois os residentes todos os dias fugiam para escapar aos ataques dos beduínos contra os quais o príncipe não oferecia proteção. Olivier descreveu a cidade como uma faixa de terra entre o ria e uma cumeada de colinas rochosas. William Francis Ainsworth, na crónica da expedição inglesa no Eufrates relata que em 1835 os árabes habitavam a parte noroeste da cidade, os cristãos o centro e os judeus o sudeste. No mesmo ano, o barco a vapor Tigris afundou-se durante uma tempestade a montante de Anah, perto do local onde o exército de Juliano tinha enfrentado uma tempestade semelhante.
Em meados do século XIX, as casas estavam separadas umas das outras por hortas com pomares, que também ocupavam as ilhas fluviais perto da cidade. A ilha mais oriental tinha um castelo arruinado, enquanto que as ruínas da antiga Anatho se estendiam a duas milhas namargem esquerda. A cidade marcava o limite entre as regiões de oliveiras (a norte) e de tamareiras (a sul). O estacionamento de tropas otomanas na cidade cerca de 1890 permitiu que os locais deixassem de ter que pagar (huwwa) aos beduínos para que estes não os assaltassem. Ao longo do início do século XX, a única produção industrial de Anah era roupa de algodão áspero.
Francis Rawdon Chesney relatou que em 1835 havia 1 800 casas, duas mesquitas e 16 poços. Um dos minaretes era muito antigo. Segundo Alastair Northedge, os locais diziam ser do século XI, mas na sua opinião era do século seguinte. Encontrava-se numa das ilhas, junto à mesquita local. Muayad Said descreveu-o como tendo um corpo octogonal, com alcovas, algumas delas cegas e referiu-se a trabalhos de conservação levados a cabo em 1935, 1963 e 1964. Quando o vale foi inundado pela barragem de Haditha em 1984 e 1985, o Conselho Iraquiano de Antiguidades cortou o minarete em secções e moveu-o para a nova Anaj, onde foi reconstruído com 28 metros de altura no fim dos anos 1980.[carece de fontes?]
Em junho de 2014 a zona de Anah passou a estar sob o controlo do Estado Islâmico do Iraque e do Levante. Em 19 de setembro de 2017, o governo iraquiano lançou uma ofensiva contra a cidade, que após dois dias de combate foi retomada e libertada pelo exército iraquiano.